# Apfelbeckia hessei
Apfelbeckia hessei är en mångfotingart som beskrevs av Karl Wilhelm Verhoeff 1929. Apfelbeckia hessei ingår i släktet Apfelbeckia och familjen Schizopetalidae. Utöver nominatformen finns också underarten A. h. boldorii.